# Parfums de Marly
Parfums de Marly est une maison de parfumerie de niche française,,. Ses parfums sont inspirés du XVIIIe siècle et de la splendeur de la cour royale française. Actuellement[évasif], la marque propose plus de 30 parfums,,.

## Histoire
Fondé en 2009 par Julien Sprecher, passionné d’histoire et de parfumerie depuis son plus jeune âge, le nom de la marque est inspiré du Château de Marly, résidence du roi Louis XV,,. Le XVIIIe siècle était considéré comme l'âge d'or de la parfumerie, le roi de France Louis XV était réputé pour avoir dirigé la « cour parfumée ». Le roi était également connu pour son amour des chevaux de course.
Le logo de la marque porte l'image des « Chevaux de Marly » créés par Guillaume Coustou ainsi que l’année de la restauration du « Château de Marly » en 1743,,.

La marque appartient au groupe Artemis Domaines.